# Desiree Di Benedetto
Desiree Di Benedetto (* 12. Mai 2000 in Florenz) ist eine italienische Schachspielerin. Sie erhielt 2017 von der FIDE die Titel Internationale Meisterin der Frauen (WIM) und FIDE-Meister (FM).
Die Normen für ihren WIM-Titel erzielte sie bei der Schacholympiade 2016 in Baku für ihr Ergebnis von 6 Punkten aus 9 Partien sowie bei einem IM-Turnier in Montebelluna im September 2016.
Mit der italienischen Frauenauswahl nahm Di Benedetto an den Schacholympiaden 2016 und 2018 sowie der Mannschaftseuropameisterschaft 2017 teil. Vereinsschach spielt sie für die Mannschaft von SS Lazio Scacchi, mit der sie 2016 am European Club Cup der Frauen teilnahm, sowie in Spanien für CA Collado Villalba. Di Benedettos jüngerer Bruder Edoardo trägt den Titel eines Internationalen Meisters.

## Titel
- 2015: FIDE-Meisterin (WFM)
- 2017: Internationale Meisterin (WIM)
- 2017: FIDE-Meister (FM)